# Solomon Meredith
Pour les articles homonymes, voir Meredith.
Solomon Meredith, né le 29 mai 1810 dans le comté de Guilford et mort le 2 octobre 1875 à Cambridge City, est un fermier de l'Indiana, homme politique, homme de loi et général de l'Union.

## Biographie
Pendant la bataille de Gettysburg, il mène l'Iron Brigade de l'armée du Potomac.